# 第38独立空中襲撃旅団 (カザフスタン空中機動軍)
第38独立空中襲撃旅団は、カザフスタン陸軍の旅団の1つ。空中機動軍に所属しているが、実質的には自動車化狙撃兵（機械化歩兵）部隊である。

## 歴史
第38独立空中襲撃旅団の前身は、旧ソ連軍第173自動車化狙撃師団（サルィ・オゼク駐屯。アフガニスタン紛争 (1978年-1989年)時は第68自動車化狙撃師団）のアルマ・アタ自動車化狙撃連隊に基づき創設された第1独立自動車化狙撃旅団である。
2004年、第1独立自動車化狙撃旅団は、空中機動軍に配属され、第38独立自動車化狙撃旅団（空中襲撃旅団）に改称された。

## 編制
旅団は、2個自動車化狙撃大隊、1個空中襲撃（単なる強襲？）大隊と支援部隊から成る。1個自動車化狙撃大隊は、基幹要員のみである。
- ？自動車化狙撃大隊
- ？自動車化狙撃大隊
- ？空中襲撃（強襲）大隊
- 戦車大隊
- 砲兵大隊

## 装備
- T-72 x 13
- BMP-2 x 69
- BMP-2K x 5
- BRM-1K x 15
- BTR-60pb x 1
- BTR-80 x 2
- BRDM-2 x 3
- TRM-80 x 2
- PU-12 x 1 - BTR-60pbの改良型
- ZSU-23-4「シルカ」 x 4
- BRDM-2um x 1
- BRDM-2rkh x 1
- 122mmD-30榴弾砲 x 12
- 9P-138「グラード-1」多連装ロケット発射機 x 6

## 歴代旅団長
| 職名   | 就任年 | 氏名                 | 階級     |
| ------ | ------ | -------------------- | -------- |
| 旅団長 |        | ヴィクトル・ジトニク | 親衛大佐 |